# Robert Jenkinson, Bá tước thứ 2 xứ Liverpool
Robert Banks Jenkinson, Bá tước thứ 2 xứ Liverpool, KG, PC, FRS (7 tháng 6 năm 1770 – 4 tháng 12 năm 1828) là một chính khách Anh theo Đảng Bảo thủ, từng giữ chức Thủ tướng Vương quốc Anh từ năm 1812 đến năm 1827. Ông cũng từng giữ nhiều chức vụ trong nội các chính phủ như Bộ trưởng Ngoại giao, Bộ trưởng Nội vụ và Bộ trưởng Bộ Chiến tranh và Thuộc địa. Ông cũng là thành viên của Viện Quý tộc và từng giữ chức Chủ tịch Viện Quý tộc.
Sau khi trở thành Thủ tướng vào năm 1812, Lãnh chúa xứ Liverpool đã tăng cường nỗ lực chống lại Napoleon Bonaparte bằng cách trợ cấp cho các đồng minh cho đến khi liên minh giành chiến thắng tại Trận Leipzig năm 1813. Bất chấp những thành tựu này, đất nước vẫn phải vật lộn về mặt tài chính với các yêu cầu liên tục về việc chuyển trái phiếu kho bạc từ Ngân hàng Anh và thuế nặng. Tuy nhiên, vào tháng 6 năm 1815, Napoleon đã bị đánh bại lần cuối cùng tại Trận Waterloo bởi Arthur Wellesley, Công tước thứ nhất xứ Wellington, chấm dứt Chiến tranh Napoleon. Lãnh chúa xứ Liverpool đã phác thảo một giải pháp hòa bình sau chiến tranh tại Đại hội Viên, không áp đặt bất kỳ khoản bồi thường nào và để lại cho Pháp hầu hết các thuộc địa của mình, và không đảm bảo bất kỳ lợi ích bổ sung nào cho Anh.
Với tư cách là thủ tướng, Jenkinson đã kêu gọi các biện pháp đàn áp ở cấp độ trong nước để duy trì trật tự sau vụ Thảm sát Peterloo năm 1819. Sau khi Vua George III mất khả năng cai trị vì bệnh tâm thần, ông đã thu xếp với hoàng thất để đưa George, Thân vương xứ Wales lên làm nhiếp chính vương. Ông cũng chèo lái đất nước vượt qua giai đoạn cực đoan và bất ổn sau Chiến tranh Napoleon. Ông ủng hộ các lợi ích thương mại và sản xuất cũng như lợi ích của đất đai. Ông tìm cách thỏa hiệp về vấn đề giải phóng Công giáo. Sự phục hồi của nền kinh tế đã củng cố vị thế chính trị của ông. Đến những năm 1820, ông là người lãnh đạo phe cải cách "Đảng Bảo thủ Tự do" đã hạ thuế quan, bãi bỏ án tử hình đối với nhiều tội danh và cải cách luật hình sự. Tuy nhiên, vào thời điểm ông qua đời, đảng Bảo thủ, vốn đã thống trị Hạ viện trong hơn 40 năm, đã tự xé nát mình. Dưới sự lãnh đạo của ông, Đảng Bảo thủ đã có thể vượt qua những thảm họa lớn trong thời kỳ này mà không có tác động lớn.
Các sự kiện quan trọng trong nhiệm kỳ thủ tướng của ông bao gồm Chiến tranh năm 1812 với Hoa Kỳ, Chiến tranh Liên minh thứ sáu và thứ bảy chống lại Đệ Nhất Đế chế Pháp, kết thúc Chiến tranh Napoleon tại Đại hội Viên, Luật Ngô, Thảm sát Peterloo chống lại những người biểu tình ủng hộ dân chủ, Đạo luật Tam vị nhất thể năm 1812 và vấn đề giải phóng Công giáo mới nổi. Mặc dù bị một thủ tướng Bảo thủ sau này là Benjamin Disraeli gọi là "kẻ tầm thường", các học giả xếp hạng ông cao trong số tất cả các thủ tướng Anh. Ông là thủ tướng phục vụ lâu thứ ba trong lịch sử Anh với nhiệm kỳ 14 năm không bị gián đoạn, chỉ sau Robert Walpole và William Pitt Trẻ, những người phục vụ lâu hơn.